# Пришибська сільська рада (Балаклійський район)
При́шибська сільська́ ра́да — колишній орган місцевого самоврядування в Балаклійському районі Харківської області. Адміністративний центр — село Пришиб.

## Загальні відомості
- Територія ради: 96,538 км²
- Населення ради: 3 372 особи (станом на 2001 рік)
- Територією ради протікає річка Крайня Балаклійка.

## Населені пункти
Сільській раді підпорядковані населені пункти:
- с. Пришиб
- с-ще Покровське
- с. Явірське

## Склад ради
Рада складається з 20 депутатів та голови.
- Голова ради: Шевелин Степан Прокопович
- Секретар ради: Устиченко Ольга Єгорівна

### Керівний склад попередніх скликань
| Прізвище, ім'я, по батькові | Основні відомості                                                         | Дата обрання | Дата звільнення |
| --------------------------- | ------------------------------------------------------------------------- | ------------ | --------------- |
| Шевелин Степан Прокопович   | Сільський голова, 1958 року народження, освіта вища, безпартійний         | 26.03.2006   | 31.10.2010      |
| Шевелин Степан Прокопович   | Сільський голова, 1958 року народження, освіта вища, член Партії регіонів | 31.10.2010   |                 |

Примітка: таблиця складена за даними сайту Верховної Ради України

### Депутати
За результатами місцевих виборів 2010 року депутатами ради стали:

#### За суб'єктами висування
| Суб'єкт висування            | Кількість обраних депутатів | %  |
| ---------------------------- | --------------------------- | -- |
| Партія регіонів              | 18                          | 90 |
| Самовисування                | 1                           | 5  |
| Соціалістична партія України | 1                           | 5  |

#### За округами
| № округу                     | Прізвище, ім'я, по батькові      | Дата визнання обраним | Освіта             | Партійна приналежність             | Відомості про обраного депутата                      |
| ---------------------------- | -------------------------------- | --------------------- | ------------------ | ---------------------------------- | ---------------------------------------------------- |
| Партія регіонів              |                                  |                       |                    |                                    |                                                      |
| 1                            | Приходько Віра Іванівна          | 01.11.2010            | середня спеціальна | член Партії регіонів               | Пришибська загальноосвітня школа, секретар           |
| 2                            | Устиченко Ольга Єгорівна         | 01.11.2010            | вища               | член Партії регіонів               | Пришибська сільська рада, секретар                   |
| 3                            | Нікуліна Алла Вікторівна         | 01.11.2010            | вища               | член Партії регіонів               | Пришибська загальноосвітня школа І-ІІІ ст., вчитель  |
| 4                            | Бондаренко Лариса Миколаївна     | 01.11.2010            | середня спеціальна | член Партії регіонів               | Пришибська сільська рада, землевпорядник             |
| 5                            | Капустянська Тетяна Іванівна     | 01.11.2010            | середня спеціальна | член Партії регіонів               | Пришибська сільська рада, бухгалтер                  |
| 7                            | Колодяжна Катерина Степанівна    | 01.11.2010            | середня спеціальна | член Партії регіонів               | СТОВ «Данилевського — 1», касир                      |
| 8                            | Зінченко Оксана Миколаївна       | 01.11.2010            | вища               | член Партії регіонів               | Пришибська загальноосвітня школа, вчитель            |
| 9                            | Линник Любов Григорівна          | 01.11.2010            | вища               | член Партії регіонів               | Пришибська загальноосвітня школа, вчитель            |
| 10                           | Рукавіцина Людмила Станіславівна | 01.11.2010            | вища               | член Партії регіонів               | приватний підприємець                                |
| 11                           | Богуславська Лариса Миколаївна   | 01.11.2010            | вища               | член Партії регіонів               | ОСБТО «Яна»                                          |
| 12                           | П'ятаков Володимир Михайлович    | 01.11.2010            | вища               | член Партії регіонів               | Балаклійська філія «Тридента Агро», директор         |
| 13                           | Землін Валентина Василівна       | 01.11.2010            | вища               | член Партії регіонів               | Пришибська загальноосвітня школа І-ІІІ ст., вчитель  |
| 14                           | Бондаренко Микола Миколайович    | 01.11.2010            | вища               | член Партії регіонів               | ПП «Явірське», головний інженер                      |
| 15                           | Курочка Сергій Вікторович        | 01.11.2010            | середня спеціальна | член Партії регіонів               | Темнівська виправна колонія, охоронець               |
| 16                           | Колісник Сергій Леонідович       | 01.11.2010            | середня спеціальна | член Партії регіонів               | ЖКП Пришибської сільської ради, слюсар               |
| 18                           | Шемаруліна Ольга Вікторівна      | 01.11.2010            | середня спеціальна | член Партії регіонів               | Жовтневська виправна колонія № 17, завідувач їдальні |
| 19                           | Палірус Микола Михайлович        | 01.11.2010            | середня            | член Партії регіонів               | пенсіонер                                            |
| 20                           | Чаговець Наталія Володимирівна   | 01.11.2010            | вища               | член Партії регіонів               | ЖКП Пришибської сільської ради, начальник            |
| Соціалістична партія України |                                  |                       |                    |                                    |                                                      |
| 6                            | Чорнойван Олена Іванівна         | 01.11.2010            | вища               | член Соціалістичної партії України | тимчасово не працює                                  |
| Самовисування                |                                  |                       |                    |                                    |                                                      |
| 17                           | Курочка Юрій Володимирович       | 27.12.2010            | середня спеціальна | позапартійний                      | Жовтневська виправна колонія № 17, механік гаража    |